# David Wilson (criminologue)
Pour les articles homonymes, voir David Wilson et Wilson.
David Wilson (né le 16 mars 1956) est un professeur de criminologie à l'UCE Birmingham. Ancien directeur de prison, il est renommé pour son travail en criminologie et sur les tueurs en série, à cause de ses collaborations avec diverses forces policières britanniques, de ses écrits universitaires, de ses livres et de ses apparitions médiatisées,.

## Œuvres
- (en) David Wilson, Hunting Evil : Inside the Ipswich Serial Murders
- (en) David Wilson et Paul Harrison, The Lost British Serial Killer : Closing the case on Peter Tobin and Bible John, Sphere, 2010, 288 p. (ISBN 978-0-7515-4232-5)
- (en) David Wilson, A History of British Serial Killing, Sphere
- (en) David Wilson, Looking for Laura : Public Criminology and Hot News, Waterside Press, avril 2011